# Erythrogryllacris
Erythrogryllacris is een geslacht van rechtvleugeligen uit de familie Gryllacrididae. De wetenschappelijke naam van dit geslacht is voor het eerst geldig gepubliceerd in 1937 door Karny.

## Soorten
Het geslacht Erythrogryllacris omvat de volgende soorten:
- Erythrogryllacris buttikoferi Karny, 1931
- Erythrogryllacris fasciculata Pictet & Saussure, 1893
- Erythrogryllacris soror Brunner von Wattenwyl, 1888
- Erythrogryllacris superba Brunner von Wattenwyl, 1888